# 10-й армейский корпус (вермахт)
10-й армейский корпус (нем. X. Armeekorps) — оперативно-тактическое объединение сухопутных войск нацистской Германии. Корпус участвовал во Второй мировой войне.
Сформирован в середине мая 1935 года из кавалерийской дивизии (штаб корпуса был создан 15 октября 1935 года, из штаба кавалерийского корпуса). После мобилизации  26 августа 1939 года корпус был развернут под командованием генерала Вильгельма Улекса на правом фланге 8-й армии (под командованием генерала Бласковица) во время польской кампании.

## Боевой путь корпуса
В сентябре — октябре 1939 года — участие в Польской кампании.
В мае — июне 1940 года — участие в захвате Бельгии и Франции.
С 22 июня 1941 года — участие в германо-советской войне, в составе группы армий «Север». Бои в Литве, Латвии, в районе Валдая.
В 1942—1943 годах — в районе озера Ильмень и Старой Руссы.
В 1944 — отступление в Латвию, с осени 1944 — в Курляндском котле.

## Состав корпуса
В июне 1940:
- 18-я пехотная дивизия
- 61-я пехотная дивизия
- 216-я пехотная дивизия

В июле 1941:
- X армейский корпус:
  - 410-й (моторизованный) картографический отряд
  - 410-й (моторизованный) батальон снабжения
    - 410-я (моторизованная) лёгкая колонна снабжения
    - 410-я (моторизованная) колонна тяжелого топлива
    - 410-й (моторизованный) взвод технического обслуживания

  - 50-й (моторизованный) батальон связи
    - 2 (мот) роты перехвата сигналов
    - 1 (моторизованный) телефонная рота
    - 1 рота радиосвязи

  - 410-й (моторизованный) отряд военной полиции
  - 410-й (моторизованный) отделение полевой почты
  - 19-е артиллерийское командование
  - 130-е артиллерийское командование
  - Штаб 610-го артиллерийского полка
  - 153-й артиллерийский дивизион
    - Штабная секция
      - (моторизованный) взвод связи
      - (моторизованная) топографическая секция

    - 3 (моторизованные) батареи (4 100-мм орудия на каждую)
    - 1 лёгкая (моторизованная) колонна снабжения боеприпасами (20 т)

  - 2/47-й артиллерийский полк
    - Штабная секция
      - (моторизованный) взвод связи
      - (моторизованная) топографическая секция

    - 3 (моторизованные) батареи (4 150-мм гаубицы sFH 18 на каждую)
    - 1 лёгкая (моторизованная) колонна снабжения боеприпасами (48 т)

  - 843-й артиллерийский дивизион
    - Штабная секция
      - (моторизованный) взвод связи
      - (моторизованная) топографическая секция

    - 3 (моторизованные) батареи (4 150-мм гаубицы sFH 18 на каждую)
    - 1 лёгкая (моторизованная) колонна снабжения боеприпасами (48 т)

  - 667-я батарея штурмовых орудий
  - 19-й наблюдательный батальон
    - 1 (моторизованная) штабная батарея
    - 1 (моторизованный) геодезическая батарея
    - 1 (моторизованная) батарея звуковой разведки
    - 1 (моторизованная) батарея звуковой разведки

  - Штаб 514-го пионерного полка
    - 655-й пионерский батальон
      - 3 роты (9 пулемётов на каждую)
      - 1 (моторизованный) лёгкая пионерская колонна
      - 484-я лёгкая транспортная колонна

    - 657-й пионерный батальон
      - 3 роты (9 пулемётов на каждую)
      - 1 (моторизованный) лёгкая пионерская колонна
      - 499-я лёгкая транспортная колонна

  - Brüko M 36 (Dö) 5 pieces
  - 30-я мостовая колонна Б
  - 126-я мостовая колонна Б
  - 3-я батарея/52-й зенитный дивизион
  - 4(H)/23-я разведывательная эскадрилья
  - 30-я пехотная дивизия
    - 30-й (моторизованный) (мот) картографический отряд
    - 30-й мотоциклетный посыльный взвод
    - 6-й пехотный полк
      - 1 взвод связи
      - 1 пионерный взвод (3 ручных пулемёта)
      - 1 полковой оркестр
      - 3 батальона, каждый из которых имеет:
        - 3 стрелковые роты (12 ручных пулемёта и 3 50-мм миномёта)
        - 1 тяжелая рота (12 пулемётов и 6 80-мм миномётов)
        - 1 (моторизованная) противотанковая батарея (2 50-мм Pak 38, 9 37-мм Pak 36 и 4 ручных пулемёта)
        - 1 рота орудий поддержки пехоты (2 150-мм пулемёта SIG и 8 75-мм пулемётов LeIG)
        - 1 взвод конной разведки
        - 1 колонна снабжения лёгкой пехоты

    - 26-й пехотный полк: то же, что и 6-й пехотный полк
    - 46-й пехотный полк: то же, что и 6-й пехотный полк
    - 30-й противотанковый дивизион
      - 1 (моторизованный) взвод связи
      - 3 (моторизованные) противотанковые батареи (12 37-мм Pak 36 и 6 ручных пулемётов)

    - 30-й разведывательный батальон
      - 1 (t-mot) взвод связи
      - 2 (мот) противотанковых взвода (3 50-мм Pak 38, 1 ручной пулемёт на каждый)
      - 3 велосипедный эскадрон (3 50-мм миномёта, 4 станковых пулемёта и 9 ручных пулемётов)
      - 1 (моторизованный) разведывательный эскадрон
      - 1 взвод связи
      - 1 мотоциклетный взвод (4 ручных пулемёта)
      - 1 миномётный взвод (4 80-мм миномёта)
      - 2 противотанковых взвода (3 37-мм Pak 36 и 1 ручной пулемёт на каждый)

    - 30-й артиллерийский полк
      - 1-й, 2-й и 3-й дивизионы, каждый в составе:
        - 3 батареи (4 105-мм орудия LeFH и 2 ручных пулемёта на каждую)

      - 2/60-й артиллерийский полк
        - 3 батареи (4 150-мм орудия sFH и 2 пулемёта на каждую)
        - 30-я артиллерийская наблюдательная батарея

    - 30-й батальон полевого пополнения (3 роты)
    - 30-й батальон связи
      - 1 (моторизованный) радиорота
      - 1 (моторизованный) телефонная рота
      - 1 (моторизованный) колонна снабжения связи

    - 30-й пионерный батальон
      - 2 пионерские роты (9 ручных пулемётов каждая)
      - 1 (моторизованный) пионерская рота (9 ручных пулемётов)
      - 1 (моторизованная) мостовая колонна Б
      - 1 (моторизованный) сапёрная колонна снабжения

    - 30-й отряд снабжения
      - 1-8-я (моторизованная) колонны лёгкого снабжения
      - 9/30-я (моторизованная) колонна лёгкого топлива
      - 30-й (моторизованный) взвод технического обслуживания
      - 30-я рота снабжения

    - 30-я дивизионная администрация
    - 30-я (моторизованная) полевая пекарня
    - 30-я (моторизованная) мясная рота
    - 1/30-я медицинская рота
    - 2/30-я (моторизованная) медицинская рота
    - 30-й (моторизованный) полевой госпиталь
    - 1/,2/30-я санитарные роты
    - 30-я ветеринарная рота
    - 30-я (моторизованная) военная полиция
    - 30-я (моторизованная) полевая почта

  - 126-я пехотная дивизия
    - Штабная рота 126-й дивизии (2 пулемёта)
    - 126-й (моторизованный) картографический взвод
    - 422-й пехотный полк
      - Штабная рота полка
        - 1 взвод связи
        - 1 пионерный взвод (3 ручных пулемёта)
        - 1 взвод конной разведки
        - 1 полковой оркестр

      - 3 батальона
        - 3 пехотные роты (12 ручных пулемёта, 3 50-миномёта)
        - 1 пулемётная рота (12 станковых пулемётов, 6 80-мм миномётов)
        - 1 рота орудий поддержки пехоты (2 150мм ПО & 6 75-мм ПТ-орудий)
        - 1 (моторизованная) противотанковая батарея (2 50-мм Pak 38, 9 37-мм Pak 36 и 4 ручных пулемёта)

    - 424-й пехотный полк: такой же, как 422-й пехотный полк
    - 426-й пехотный полк: такой же, как 422-й пехотный полк
    - 126-й разведывательный батальон
      - 1 (t-mot) взвод связи
      - 1 конный эскадрон (9 ручных пулемётов и 2 станковых пулемёта)
      - 1 велосипедный эскадрон (3 50-мм миномёта, 2 станковых пулемёта, & 9 ручных пулемётов)
      - 1 (моторизованный) разведывательный эскадрон
      - 1 противотанковый взвод (1 ручной пулемёт и 3 37-мм Pak 36)
      - 1 взвод пионеров (3 ручных пулемёта)
      - 1 взвод орудий поддержки пехоты (2 75-мм ПТ-орудия)

    - 126-й противотанковый дивизион
      - 1 (моторизованный) взвод связи
      - 3 (моторизованные) противотанковые батареи (12 37-мм Pak 36 и 6 ручных пулемётов)

    - 126-й артиллерийский полк
      - Штаб полка
      - Полковой оркестр
      - Метеорологическая секция
      - 1-й, 2-й и 3-й батальоны, каждый в составе:
        - 1 штабная рота
        - Топографическая секция
        - 3 батареи (4 105-мм орудия и 2 ручных пулемёта)

      - 4-й артиллерийский дивизион
        - 1 штабная рота
        - 3 батареи (4 150-мм орудия sFH и 2 ручных пулемёта)

    - 126-й батальон связи
      - 1 (t-mot) телефонная рота
      - 1 (моторизованный) радиорота
      - 1 (моторизованный) колонна снабжения световых сигналов

    - 126-й пионерный батальон
      - 2 пионерские роты (9 ручных пулемётов)
      - 1 (моторизованный) пионерская рота (9 ручных пулемётов)
      - 1 лёгкая (моторизованная) колонна инженерного снабжения
      - 1 (моторизованная) мостовая колонна Б (исключена к концу года)

    - 126-й батальон полевого пополнения (3 роты)
    - 126-й дивизионный отряд снабжения
      - 1-3/126-я лёгкие (моторизованное) колонны снабжения
      - 4-6/126-я конные колонны снабжения
      - 8-9/126-я лёгкие конные колонны снабжения
      - 126-я лёгкая колонна снабжения горючим
      - 126-я рота технического обслуживания (моторизованная)
      - 126-я лёгкая рота снабжения

    - 126-я (моторизованная) пекарня
    - 126-я (моторизованная) мясная секция
    - 126-я (моторизованная) секция квартирмейстера
    - 1/126-я (моторизованная) медицинская рота
    - 2/126-я (конная) медицинская рота
    - 126-й (моторизованный) полевой госпиталь
    - 1/,2/126-я санитарные колонны
    - 126-я ветеринарная рота
    - 126-й (моторизованный) взвод военной полиции
    - 126-я (моторизованная) полевая почта[1]

В январе 1942:
- 3-я моторизованная дивизия СС «Мёртвая голова»
- 30-я пехотная дивизия
- 290-я пехотная дивизия

В августе 1943:
- 30-я пехотная дивизия
- 329-я пехотная дивизия
- 8-я лёгкая пехотная дивизия

В июне 1944:
- 263-я пехотная дивизия
- 290-я пехотная дивизия
- 389-я пехотная дивизия

## Командующие корпусом
- май 1935 - июнь 1939 — генерал кавалерии  Вильгельм Кнохенгауэр
- С 26 августа 1939 — генерал пехоты Вильгельм Улекс
- С 15 октября 1939 — генерал артиллерии Христиан Хансен
- С 4 ноября 1943 — генерал пехоты Томас фон Викеде
- С 25 июня 1944 — генерал пехоты Фридрих Кёхлинг
- С 21 сентября 1944 — генерал пехоты Герман Фёрч
- С 27 декабря 1944 — генерал артиллерии Зигфрид Томашки